# پهن‌نوک دم‌دراز
پهن‌نوک دم‌دراز (نام علمی: Psarisomus dalhousiae) گونه‌ای پهن‌نوک است که در هیمالیا زندگی می‌کند. زیستگاه پهن‌نوک دم‌دراز از شمال شرقی هند تا جنوب شرق آسیا پراکنده‌است. جنس ماده معمولاً ۵ تا ۶ تخم می‌گذارد. هم پرنده نر و هم پرنده ماده بر روی تخم‌ها می‌خوابند و همچنین هر دو جنس در تغذیه جوجه‌ها سهیم هستند.